# 木川尚紀
木川 尚紀（きがわ なおき、1997年11月17日-）は、日本の男性演歌歌手・シンガーソングライターである。茨城県行方市出身。

## 略歴
茨城県行方市出身の父とタイ出身の母親との間に生まれ、2歳年下の妹がいる。4歳の時に母親が他界。
実家が農家だった為、父親や祖父母が農作業中にラジカセで流していた三波春夫や春日八郎を聞いていた影響で演歌に興味を持ち歌い始め、軽トラックの荷台をステージ代わりにして歌っていた。
早くも小学生の時には「歌手になりたい」と思うようになるが、野球にも熱心に取り組んでいた木川は投手を担っていた。高校卒業以降、一旦は就職するも「歌手になって親孝行したい」思いが強くなり地元のカラオケ大会などに出場を重ねるごとに良い結果を収め地元のイベントゲストや地元テレビ局にも出演。
そんな中、出場した「小美玉発!スター★なりきり歌謡ショー」において2016年開催・第7回で優勝、2019開催・第10回で準優勝を獲得。そこで出会った花岡優平に師事。
2019年8月21日、シングル「泥だらけの勲章」でテイチクエンタテインメントからメジャー・デビュー。

### ギターとの出会い
小学2年の夏休みにラジオから流れてきたザ・ベンチャーズを聴き衝撃を受ける。その年の夏休みの自由研究でウクレレを作り、父親に買ってもらったザ・ベンチャーズのライブCDを聴きながら「パイプライン」や「ダイヤモンドヘッド」を演奏した。後に、かぐや姫、岡林信康「三谷ブルース」、関西フォークを聴きギターで弾き語りをするようになるが父親から「演歌以外を歌うなら歌を歌うな」と怒られていた。そのほかピーター・ポール&マリー、ブラザース・フォアなどの洋楽も聴いていたという。

## ディスコグラフィ

### シングル
1. 泥だらけの勲章　C/W：てるてるぼうず[2][3]
  - 作詞：田久保真見　作曲：花岡優平　編曲：川村栄二
  - 2019年8月21日発売　規格品番：TECA–13955
2. 下手くそな生き方だけど　C/W：石ころ純情[4][5]
  - 作詞：田久保真見　作曲：花岡優平　編曲：杉山ユカリ
  - 2022年9月21日発売　規格品番：TECA–22050
3. 米粉ジャパン!　C/W：コメコ（米粉）スーパースター／あっぱれ!KOMEKO節[6][7]
  - 2023年2月1日発売　配信限定